# Saline de Scey-sur-Saône
La saline de Scey-sur-Saône est une ancienne mine de sel exploitée dès l'antiquité mais plus particulièrement au XIIIe siècle à Scey-sur-Saône dans le département de la Haute-Saône, en région de Bourgogne-Franche-Comté.

## Géologie
Le gisement exploité correspond au bassin salifère de Franche-Comté daté du Trias supérieur.

## Histoire
Selon Louis Suchaux, deux sources d'eau salées sont connues et exploitées depuis l'époque gallo-romaine et serait à l'origine du nom du village de Scey-sur-Saône. De plus la source principale est nommée Duhel un mot celtique qui signifie « source salée ».
La saline est mentionnée en 1200 en tant que propriété des comtes de Bourgogne. En 1237, Jean de Bourgogne vend la saline à Alix de Dreux et Renard de Choiseul. L'abbaye de Cherlieu est autorisée à en tirer le sel en 1241 et à édifier un bâtiment d’évaporation. À une date indéterminée le puits de la Duhel (puits principal) est envahi par les eaux de la Saône et l'exploitation cesse. L'autre puits est creusé dans l'enceinte du château de Scey-sur-Saône par Étienne de Bourgogne pour exploiter la source des Boulingrins. Les habitants continuent d'en tirer l'eau jusqu'à la baisse du prix du sel de 1832.